# 9-苯基芴
9-苯基芴是一种有机化合物，化学式为C6H5C13H9，是多环芳香烃芴的苯基衍生物，是许多荧光物质的结构母体。它可由9-溴芴和苯硼酸为原料在催化下反应得到。